# IC 4992
IC 4992 est une galaxie spirale barrée vue par la tranche et située dans la constellation du Paon. Sa vitesse par rapport au fond diffus cosmologique est de 4 123 ± 9 km/s, ce qui correspond à une distance de Hubble de 60,8 ± 4,3 Mpc (∼198 millions d'al). Cette galaxie a été découverte par l'astronome américain DeLisle Stewart en 1900.
La classe de luminosité d'IC 4992 est III et elle présente une large raie HI.
À ce jour, une douzaine de mesures non basées sur le décalage vers le rouge (redshift) donnent une distance de 44,850 ± 5,902 Mpc (∼146 millions d'al), ce qui est à l'extérieur des valeurs de la distance de Hubble. Notons cependant que c'est avec la valeur moyenne des mesures indépendantes, lorsqu'elles existent, que la base de données NASA/IPAC calcule le diamètre d'une galaxie et qu'en conséquence le diamètre d'IC 4992 pourrait être d'environ 58,8 kpc (∼192 000 al) si on utilisait la distance de Hubble pour le calculer.

## Groupe de NGC 6876
Selon A. M. Garcia, IC 4992 fait partie du groupe de NGC 6876. Ce groupe de galaxies renferme au moins dix membres. Les autres galaxies du groupe sont NGC 6876, NGC 6877, NGC 6880, IC 4899, IC 4967, IC 4981, PGC 64439, PGC 64472 et PGC 64474.